# Greg Mottola
Gregory J. „Greg” Mottola (n. 11 iulie 1964, Dix Hills, New York) este un regizor și scenarist american.

## Filmografie

### Film (ca regizor)
| An   | Titlu                          | Note         |
| ---- | ------------------------------ | ------------ |
| 1989 | Swingin' in the Painter's Room | scurtmetraj  |
| 1996 | The Daytrippers                | și scenarist |
| 2007 | Superbad                       |              |
| 2009 | Adventureland                  | și scenarist |
| 2011 | Paul                           |              |
| 2013 | Clear History                  | film TV      |

### TV
| An   | Emisiune                          | Episod                    | Note                     |
| ---- | --------------------------------- | ------------------------- | ------------------------ |
| 2001 | Undeclared                        | "Addicts"                 |                          |
| 2001 | Undeclared                        | "Sick in the Head"        |                          |
| 2001 | Undeclared                        | "Eric Visits Again"       |                          |
| 2002 | Undeclared                        | "Jobs, Jobs, Jobs"        |                          |
| 2002 | Undeclared                        | "Truth or Dare"           |                          |
| 2002 | Undeclared                        | "The Perfect Date"        |                          |
| 2003 | The Big Wide World of Carl Laemke | "Pilot"                   | Unaired television pilot |
| 2003 | Arrested Development              | "Charity Drive"           |                          |
| 2003 | Arrested Development              | "Visiting Ours"           |                          |
| 2004 | Arrested Development              | "Storming the Castle"     |                          |
| 2004 | Cracking Up                       | "Scared Straight          |                          |
| 2005 | The Comeback                      | "Valerie Demands Dignity" |                          |
| 2005 | The Comeback                      | "Valerie Saves the Show"  |                          |
| 2012 | The Newsroom                      | "We Just Decided To"      |                          |
| 2012 | The Newsroom                      | "The 112th Congress"      |                          |
| 2012 | The Newsroom                      | "The Greater Fool"        |                          |

## Legături externe
- Greg Mottola la Internet Movie Database
- Greg Mottola pe Twitter
- Greg Mottola on NPR